# E262号線
E262号線 (E262ごうせん、英: European route E262) はリトアニアのカウナスからラトビアを経由し、ロシアのオストロフを結ぶ、欧州自動車道路のBクラス幹線道路。

## 経路

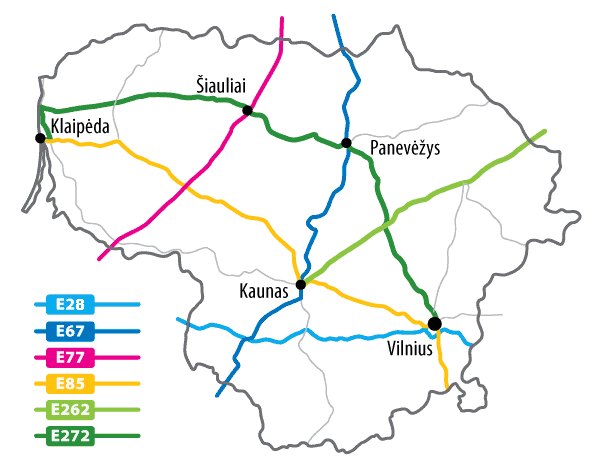
リトアニアにおけるE751号線

- リトアニア
  - カウナス
  - ウクメルゲ
- ラトビア
  - ダウガフピルス
  - レーゼクネ
- ロシア
  - オストロフ